# Каукенас, Томас
То́мас Кауке́нас (лит. Tomas Kaukėnas; род. 1 мая 1990, Утена) — литовский биатлонист, участник чемпионатов мира, а также трёх зимних Олимпийских игр 2014, 2018 и 2022 годов.

## Карьера
Начал заниматься биатлоном в 2003 году. На кубке мира по биатлону дебютировал в сезоне 2008/2009, заняв в своей первой гонке 100-е место. В сезоне 2012/2013 впервые набрал кубковые очки. На чемпионате мира 2013 года в чешском Ново-Место Каукенас занял 22-е место в спринте. Этот результат позволил попасть ему в масс-старт. На Олимпийских играх 2014 года в Сочи литовец был близок к завоеванию первой для своей страны медали на зимних играх. В индивидуальной гонке после третьего огневого рубежа он сенсационно шёл вторым, но на последней стрельбе стоя Каукенас допустил 3 промаха и откатился на итоговую 23-ю позицию, проиграв чемпиону чуть более трёх минут.

### Участие на зимних Олимпийских играх
| Год  | Место    | Индивидуальная Гонка | Спринт | Гонка Преследование | Масс-старт | Эстафета | Смешанная эстафета |
| ---- | -------- | -------------------- | ------ | ------------------- | ---------- | -------- | ------------------ |
| 2014 | Сочи     | 23                   | 47     | 40                  | —          | —        | —                  |
| 2018 | Пхёнчхан | 78                   | 17     | 13                  | 30         | —        | 19                 |

### Участие на Чемпионатах мира
| Год  | Место                | Индивидуальная гонка | Спринт | Преследование | Масс-старт | Эстафета | Смешанная эстафета | Сингл-микст |
| ---- | -------------------- | -------------------- | ------ | ------------- | ---------- | -------- | ------------------ | ----------- |
| 2011 | Ханты-Мансийск       | 74                   | 60     | 59            | —          | 25       | —                  | N/A         |
| 2012 | Рупольдинг           | 74                   | 62     | —             | —          | 21       | 25                 | N/A         |
| 2013 | Нове-Место           | 23                   | 22     | 38            | 29         | 24       | 24                 | N/A         |
| 2015 | Контиолахти          | 73                   | 60     | 56            | —          | 23       | 23                 | N/A         |
| 2016 | Осло Хольменколлен   | 70                   | 21     | 47            | —          | 23       | 23                 | N/A         |
| 2017 | Хохфильцен           | 46                   | 31     | 41            | —          | 25       | —                  | N/A         |
| 2019 | Эстерсунд            | 63                   | 55     | DNS           | —          | 21       | 24                 | —           |
| 2020 | Антхольц-Антерсельва | 74                   | 62     | —             | —          | 24       | —                  | —           |
| 2021 | Поклюка              | 53                   | 76     | —             | —          | 26       | —                  | 24          |

| Результаты выступлений в Кубке мира |
| ----------------------------------- |

2012/2013 — 63-е место
2013/2014 — 58-е место
2015/2016 — 75-е место
2016/2017 — 73-е место
2019/2020 — 85-е место